# Североамериканская хоккейная лига (Квебек)
Североамериканская хоккейная лига (фр. Ligue Nord-Américaine de Hockey (LNAH) — профессиональная североамериканская хоккейная лига низшего уровня. В лиге выступают 8 канадских команд из провинции Квебек.

## История
Лига образована в 1996 году под названием Полупрофессиональная хоккейная лига Квебека, пока не стала профессиональной в 2004 году и получила текущее название. Победитель LNAH получает Кубок Футура. Никак не связана с одноимённой Североамериканской хоккейной лигой (англ. North American Hockey League (NAHL) — высшей юниорской лигой для игроков до 20 лет.
Команды этой лиги имеют в своих составах большое количество тафгаев, что приводит к частым дракам во время матчей. Лига имеет неофициальное звание самой жёсткой мировой хоккейной лиги. По данным «Нью-Йорк Таймс» в сезоне 2010/11 в LNAH было 3,2 драки в среднем за матч, для сравнения, в НХЛ — 0,6.
Несмотря на эту репутацию, в лиге играет много экс-нхловцев и экс-ахловцев, таких как Дональд Брашир, Мишель Пикар, Стефан Ришер, Бобби Доллас, Гийом Лефевр, Гарретт Барнетт, Даниель Шэнк, Франсуа Леру, Джереми Стивенсон, Эрик Фишо, Марио Роберже, Дэвид Госселин, Джесси Беланже и Ив Расин. Во время локаута НХЛ в сезоне 2004/2005 некоторые нхловцы играли в LNAH в течение всего сезона, например Марк-Андре Бержерон, Себастьен Карон, Матью Бирон, Сильвен Блуин и Себастьен Шарпантье
Правила лиги предусматривают, что все игроки должны быть родом из Квебека или заиграны в юношеских лигах Квебека. Так же в лиге, в отличие от других минорных лиг, отсутствует лимит на игроков-ветеранов. Драфт LNAH проходит летом в 15 раундов.

## Команды. Сезон 2015/16
- Ривьер-дю-Лу 3L (2008-н.в.)
- Корнуолл Ривер Кингз (1996-н.в.)
- Сен-Жорж Cool FM 103..5 (1996-н.в.)
- Сорель-Трэси Эпервьерс (1996- н.в.)
- Тетфорд-Майнз Изотермик (1996-н.в.)
- Труа-Ривьер Близзард (1996-н.в.)
- Жонкуэр Маркиз (1996-н.в.)
- Лаваль Предаторс (2013-н.в.)

## Чемпионы
- 1996/97 — Сент-Габриель Близзэрд (2010- н.в.)
- 1997/98 — Лашут Рэпидз
- 1998/99 — Жольет Близзэрд
- 1999/00 — Ла-Саль Рэпидз
- 2000/01 — Жольет Мишион
- 2001/02 — Лаваль Чифс
- 2002/03 — Лаваль Чифс
- 2003/04 — Вердун Дрэгонз
- 2004/05 — Квебек Радио Икс
- 2005/06 — Шербрук Сент-Франсуа
- 2006/07 — Сен-Жан-сюр-Ришелье Саммум-Чифс
- 2007/08 — Труа-Ривьер Кэрон и Гуай
- 2008/09 — Понт-Руж Луи Джинс
- 2009/10 — Сен-Жорж CRS Экспресс
- 2010/11 — Шербрук Сент-Франсуа
- 2011/12 — Тэтфорд Майнз Изотермик
- 2012/13 — Жонкуэр Маркиз
- 2013/14 — Жонкуэр Маркиз
- 2014/15 — Тэтфорд Майнз Изотермик